# Valais
Bang Valais là một bang của Thụy Sĩ. Bang được lập năm 1815. Thủ phủ bang là Sion. Bang có dân số 327.011 người, diện tích 5224 km2. Ban có 160 hạt. Đây là bang nói tiếng Đức và tiếng Pháp. Bang có đường biên giới với vùng Piemonte của Ý và vùng Auvergne-Rhône-Alpes của Pháp.